# Sechsunddreißig
Die Sechsunddreißig (36) ist die natürliche Zahl zwischen Fünfunddreißig und Siebenunddreißig. Sie ist gerade.

## Mathematik
36 ist sowohl die Quadratzahl von 6 als auch eine Dreieckszahl, dies macht sie zu einer quadratischen Dreieckszahl. Sie ist nach der Eins die kleinste quadratische Dreieckszahl und neben der Eins die einzige Dreieckszahl, deren Quadratwurzel ebenfalls eine Dreieckszahl ist. Zudem handelt es sich bei 36 um eine automorphe Zahl (6² = 36).
Sie ist die kleinste Zahl {\displaystyle n} mit exakt acht Lösungen der Gleichung {\displaystyle \Phi (x)=n} (siehe eulersche Phi-Funktion). Da 36 die kleinste Zahl ist mit genau neun Teilern ist, gehört sie zu den hochzusammengesetzten Zahlen. Durch Addieren einiger Teilmengen ihrer Teiler (z. B. 6, 12 und 18) bekommt man 36, deswegen ist sie eine pseudovollkommene Zahl.
36 ist die Summe eines Primzahlzwillings ({\displaystyle 17+19=36}), die Summe der ersten drei natürlichen Zahlen zur dritten Potenz ({\displaystyle 1^{3}+2^{3}+3^{3}=36}) und auch das Produkt der Quadrate der ersten drei natürlichen Zahlen ({\displaystyle 1^{2}\cdot 2^{2}\cdot 3^{2}=36}).
Die Summe der natürlichen Zahlen von 1 bis 36 ist 666.

## Chemie
36 ist die Ordnungszahl von Krypton.